# Herbert Uerpmann
August Herbert Uerpmann (*  17. Dezember 1911 in Barmen; † 22. Dezember 1996 in Wuppertal-Elberfeld) war ein deutscher Landschafts- und Stilllebenmaler.

## Leben
Herbert Uerpmann war der Sohn des August Uerpmann und der Anna Emilie geborene Finke. Sein erlernter Beruf war Dekorateur, er studierte bei Wittücher und Ludwig Fahrenkrog an der Kunstgewerbeschule Barmen. Uerpmanns erste Bilder entstanden um 1938/39 mit überwiegend berglandschaftlichen Motiven. Während der 1950er-Jahre war Uerpmann Inhaber einer Kunstgalerie in der Laurentiusstraße in Wuppertal-Elberfeld. Später betrieb er ein Atelier am Wall 3 im gleichen Stadtteil. Seine gesundheitlichen Probleme zwangen ihn immer wieder zu größeren Malpausen. Ein Großteil seiner Werke wurde über eine Galerie im fränkischen Heidenheim vertrieben, die auch seine Verkaufsausstellungen organisierte. Einige seiner Arbeiten befinden sich im Privatbesitz Marl.
Uerpmann war mit Ilse Marie, geborene Lang, verheiratet. Aus der Beziehung stammt ihr gemeinsamer Sohn Herbert Michael Uerpmann.

## Werke (Auswahl)
- The Alps[5]
- Palagruppe[5]
- Fischmarkt Rotterdam[5][6]
- Unterstand im Hochgebirge[5]
- Stillleben mit Dahlien[7]
- Chrysanthemen[8]